# Битка при Серо Муриано
Битката при Серо Муриано е по време на Гражданската война в Испания през 1936 г.
Битката е може би най-известна днес с популярната снимка „Падащият войник“, която Робърт Капа прави.

## Местоположение
Серо Муриано е село в Андалусия, което понастоящем е част от Кордоба и Обехо в провинция Кордоба.

## История
Битката последва августовската офанзива в Кордоба и продължава два дни, 5 и 6 септември 1936 г. След 36-часова обсада регуларес и войските на Испанския легион превземат републиканските позиции на Хосе Миаха.
Битката е известна благодарение на снимката на „падащ милиционер“, направена от Робърт Капа, снимка, която се стреми да представи трагичната съдба на Испанската република.